# Schienenverkehr in Kambodscha

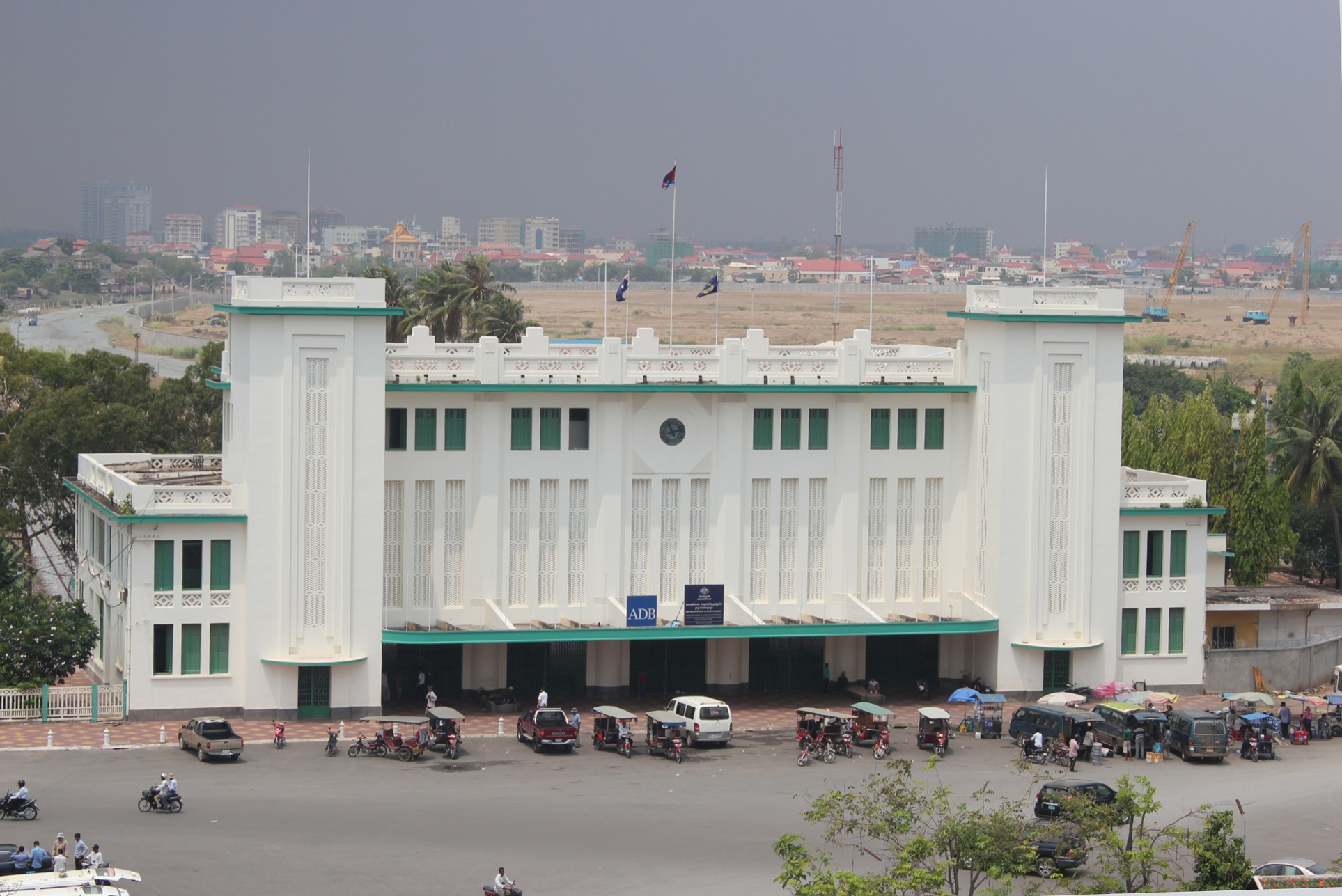
Empfangsgebäude Bahnhof Phnom Penh

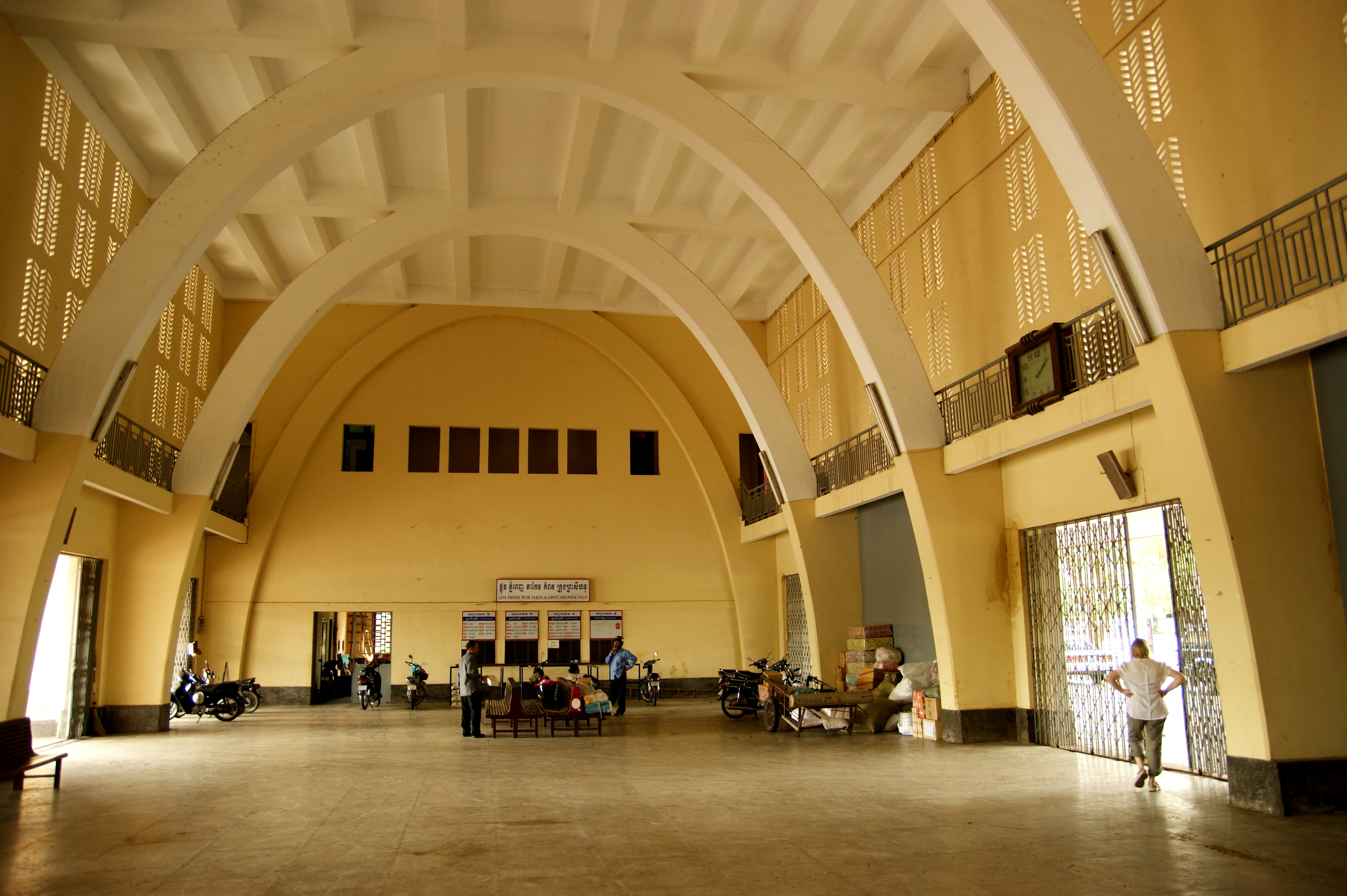
Bahnhofshalle Phnom Penh

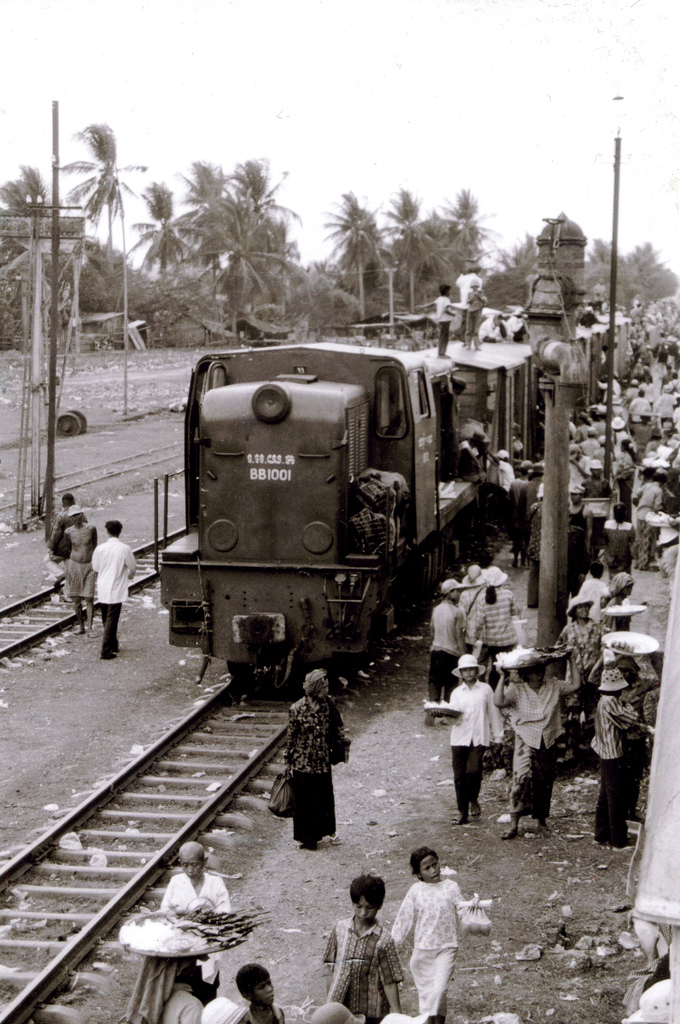
Zug in Kambodscha in den 1950er-Jahren

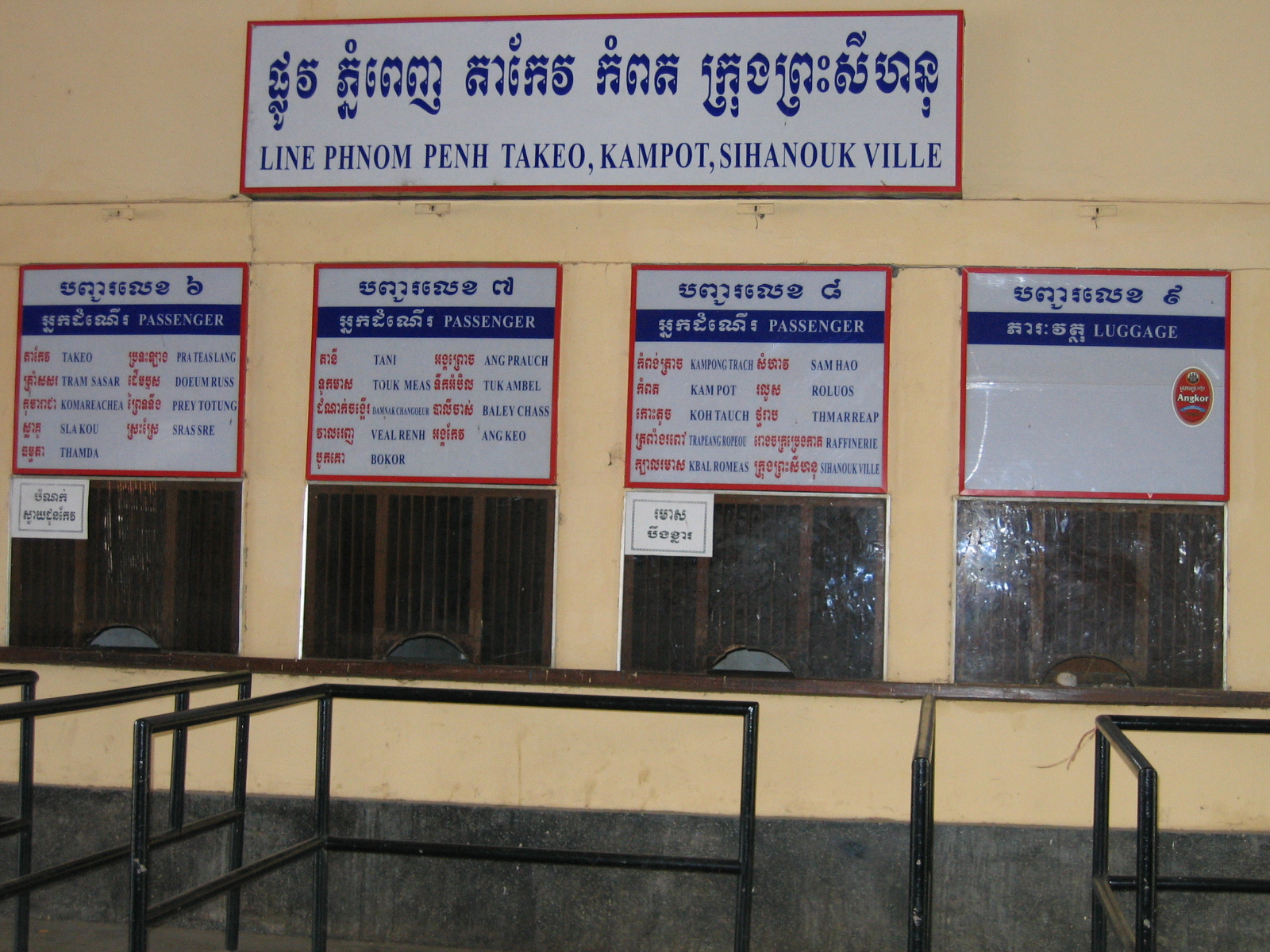
Fahrkartenschalter Bahnhof Phnom Penh

Der Schienenverkehr in Kambodscha litt unter Kriegen und allgemeiner Unsicherheit im Land. Die Infrastruktur verrottete ab Mitte des 20. bis Anfang des 21. Jahrhunderts zusehends. Versuche, sie wieder in Stand zu setzen, fruchteten erst 2015/16 mit den Wiederinbetriebnahmen der Bahnstrecke Phnom Penh–Sihanoukville (Südbahn) mit einer Länge von 264 km und 2018/19 mit der Strecke Phnom Penh–Poipet (Nordbahn) mit einer Länge von 386 km. Direktor der Royal Railway Cambodia war ab 2014 John Guiry.

## Geschichte
Der Bau einer ersten Eisenbahnstrecke in Kambodscha, der Nordbahn, wurde von der Kolonialverwaltung von Französisch-Indochinas 1929 begonnen und in Abschnitten bis zum 1. Juni 1933 bis Mongkol Borei eröffnet. Die Verlängerung bis Poipet und der Anschluss an die thailändische Ostbahn in Aranyaprathet geschah erst im Zweiten Weltkrieg, als diese Landesteile vorübergehend durch Thailand annektiert waren.
Nachdem Frankreich 1952 den Eisenbahnbetrieb an Kambodscha übergeben hatte, wurde die Staatsbahn in Chemins de Fer Royaux du Cambodge (CRC) (Königlich Kambodschanische Eisenbahn) umbenannt. Der grenzüberschreitende Eisenbahnverkehr nach Thailand fand in den folgenden Jahrzehnten bei günstiger politischer Lage zwischen den benachbarten Ländern statt, verschlechterte sich diese, wurde er unterbrochen, die Gleise im Grenzbereich sogar abgetragen. Am 2. Juli 1974 war endgültig Schluss, als in Kambodscha die Roten Khmer zusehends die Kontrolle gewannen.
Die Südbahn als zweite Eisenbahnstrecke in Kambodscha wurde zwischen 1960 und 1969 von der Bundesrepublik Deutschland, China und Frankreich als Neubaustrecke angelegt, nachdem durch die Auflösung von Französisch-Indochina 1954 und die Selbständigkeit Kambodschas das Land nun keinen inländischen Überseehafen mehr hatte. Die Strecke verbindet Phnom Penh mit dem zu diesem Zweck ausgebauten Hafen von Sihanoukville am Golf von Thailand.
Während der Herrschaft der Roten Khmer wurde der Eisenbahnbetrieb in Kambodscha eingestellt und die Eisenbahninfrastruktur zerstört oder beschädigt, der Abschnitt der Nordbahn zwischen der thailändischen Grenze und Sisophon demontiert.
Nach der Vertreibung der Roten Khmer 1979 begann in den achtziger Jahren die Wiederherstellung der Südbahn sowie der Nordbahn bis Battambang. 1991 konnte die Nordstrecke bis Sisophon wieder in Betrieb genommen werden. In den folgenden Jahren verfiel jedoch der Eisenbahnbetrieb auf beiden Strecken zusehends und war lange Zeit komplett eingestellt. Erst 2015 wurde nach umfangreichen  Rekonstruktionsarbeiten die Südbahnstrecke wieder in Betrieb genommen.
Die Regierung hatte den Eisenbahnbetrieb zum 12. Juni 2009 auf 30 Jahre als Konzession an Toll (Cambodia) Co., Ltd., die im Geschäftsverkehr als Toll Royal Railway firmiert, vergeben, ein Joint Venture der australischen Toll Group und der kambodschanischen Royal Group. Ende 2014 gab die Toll Group bekannt, ihren 55-%-Anteil abzugeben und sich aus dem Joint Venture zurückzuziehen. Das Unternehmen ist nunmehr zu 100 % in der Hand der Royal Group und änderte seinen Namen im Jahr 2015 in Royal Railway of Cambodia (RRC).
Seit April 2016 fahren wieder Personenzüge auf der Südbahn, zumindest an Wochenenden und Festtagen. Güterzüge fahren jeden Werktag, unter anderem wird Treibstoff in sechs Blockzügen pro Woche nach Phnom Penh befördert.

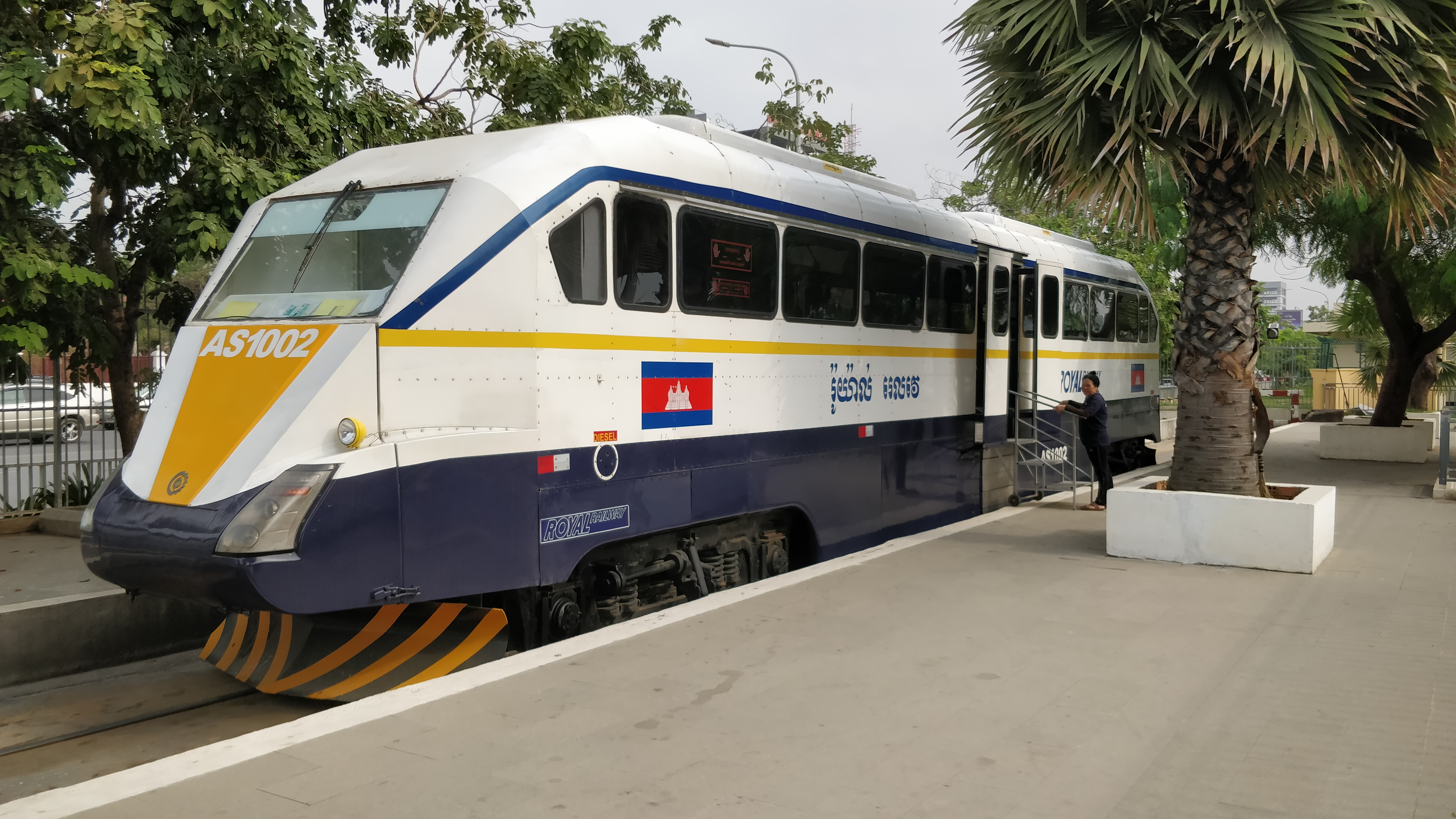
Phnom Penh Airport Shuttle Train

Mitte 2018 wurde nach fast einjähriger Bauzeit eine vom Hauptgleis abgehende knapp zwei Kilometer lange Stichstrecke zum Flughafen Phnom Penh in Betrieb genommen. Die Gleise wurde in der Mitte der bestehenden Straße 105K verlegt. Es verkehrt zwischen Flughafen und Hauptbahnhof ein Shuttlezug, der die Strecke in rund 30 Minuten bei einer Höchstgeschwindigkeit von 20 km/h bewältigt. Für den Betrieb werden alte chinesische Fahrzeuge verwendet, die erneuert wurden. Es ist die Anschaffung moderner Triebwagen geplant.
In den ersten Monaten nach Inbetriebnahme war die Benutzung kostenlos. Nach Angaben des Direktors John Guiry wären bei einem Ticketpreis von zweieinhalb Dollar (10.000 Riel) zehn Fahrgäste pro Fahrt ausreichend, um die Betriebskosten zu decken. Während der Covid-Pandemie wurde die Bahnlinie geschlossen und seitdem nicht wiedereröffnet. Es ist nicht bekannt, ob und wann sie wieder geöffnet wird.

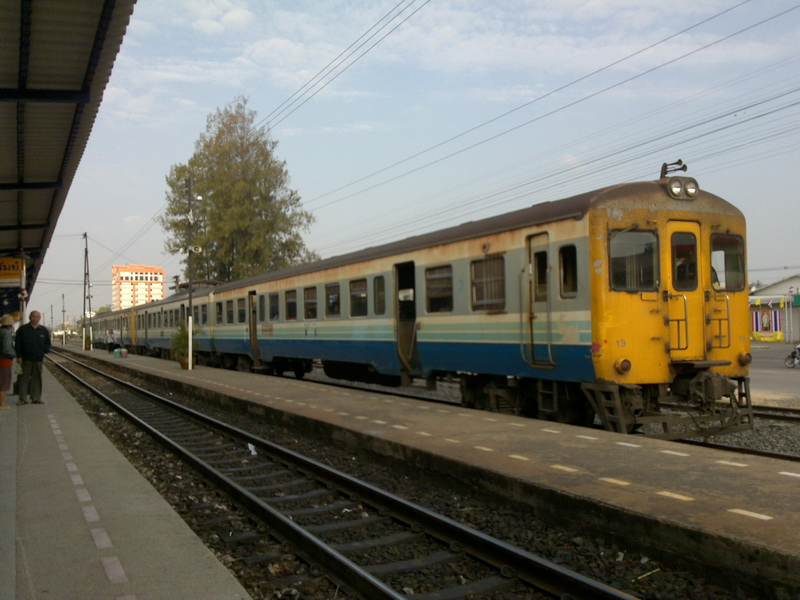
Gespendeter Zug der State Railway of Thailand

## Neueröffnung
Nach 45 Jahren wurden die fehlenden 48 km Gleis zwischen Sisophon und der thailändischen Grenze ergänzt und die Strecke am 22. April 2019 in Anwesenheit der Premierminister beider Länder, Hun Sen und Prayut Chan-o-cha, für den Güterverkehr (wieder)eröffnet. Die Asian Development Bank hat das Vorhaben mit einem Kredit über 13 Mio. US$ mit finanziert.